# Dunya Mikhail
Dunya Mikhail (Baghdad, 1965) è una poetessa irachena residente negli Stati Uniti d'America.
Lavorava presso il giornale iracheno The Baghdad Observer, ma di fronte alle crescenti minacce e vessazioni da parte delle autorità irachene per i suoi scritti, nel 1990 fu costretta a fuggire negli Stati Uniti d'America. Studiò nella Wayne State University di Detroit. Nel 2001 ha ricevuto dalle Nazioni Unite il premio per la libertà di scrittura.Mikhail sa parlare e scrivere in Inglese, Arabo e Assiro. Vive in Michigan dove lavora come coordinatrice delle risorse arabe nel locale distretto scolastico e universitario.

## Opere
- The Diary of a Wave Outside the Sea, 1999
- The War Works Hard, (tradotto nel 2005 da Elizabeth Winslow) (tra i candidati per l'International Griffin Poetry Prize del 2006)
- The Psalms of Absence
- La guerra lavora duro, (tradotto nel 2011 da Elena Chiti; traduzione segnalata al Premio Marazza Traduzione di Poesia Opera Prima nel 2012), testo arabo a fronte, Edizioni San Marco dei Giustiniani.